# Campionato centramericano femminile di pallacanestro 1995
Il 10º Campionato dell'America Centrale e Caraibico Femminile di Pallacanestro FIBA (noto anche come FIBA Centrobasket for Women 1995) si è svolto dal 23 al 30 maggio 1995 a San Pedro de Macorís nella Repubblica Dominicana. Il torneo è stato vinto dalla nazionale cubana.
I FIBA Centrobasket sono una manifestazione contesa dalle squadre nazionali di Messico, Centro America e Caraibi, organizzata dalla CONCENCABA (Confederazione America Centrale e Caraibi), nell'ambito della FIBA Americas.

## Squadre partecipanti
- Bahamas
- Costa Rica
- Cuba
- Messico (non ha partecipato al torneo)
- Porto Rico
- Rep. Dominicana

## Classifica finale
| Pos | Squadra | V-P |
| --- | --- | --- |
|     | Cuba |     |
|     | Porto Rico |     |
|     | Rep. DominicanaDurán, Fernández, Florián, García, Gómez, E. Guerrero, M. Guerrero, Herrera, López, Martínez, Santos, Trinidad, All. Juan Matos |     |
| 4   | Bahamas |     |
| 5   | Costa Rica |     |